# Snorre Strand Nilsen
Snorre Strand Nilsen (Gjøvik, 14 gennaio 1997) è un calciatore norvegese, difensore dell'HamKam.

## Biografia
È il figlio di Harald Christian Strand Nilsen, ex sciatore alpino.

## Carriera

### Club
Strand Nilsen ha iniziato a giocare a calcio nelle giovanili del Gjøvik-Lyn, per poi entrare a far parte di quelle del Raufoss. Dal 2013 al 2016 è stato in forza agli inglesi del Portsmouth. Terminata questa esperienza, Strand Nilsen ha fatto ritorno al Gjøvik-Lyn, esordendo in prima squadra in 2. divisjon in data 7 agosto 2016, schierato titolare nella vittoria per 1-0 arrivata sull'Hønefoss.
In vista della stagione 2017, il giocatore è tornato al Raufoss, sempre in 2. divisjon. Ha disputato il primo incontro in squadra il 24 giugno, sostituendo Fredrik Greve Monsen in occasione del pareggio casalingo per 1-1 contro il Bærum. Il 13 agosto 2017 ha trovato il primo gol, nella vittoria per 6-2 arrivata sul Brumunddal. L'anno seguente, al termine del campionato 2018, il Raufoss ha conquistato la promozione in 1. divisjon.
Il 27 dicembre 2020 è stato ufficializzato il suo passaggio al Kristiansund BK: ha firmato un contratto triennale. Ha debuttato in Eliteserien in data 9 maggio 2021, subentrando a Erlend Sivertsen nella sconfitta per 2-0 subita in casa del Molde. Il 16 maggio ha trovato il primo gol nella massima divisione locale, attraverso cui ha contribuito al successo per 1-2 sul campo del Vålerenga.
Il 16 gennaio 2024 è stato annunciato il suo passaggio all'HamKam, per cui ha firmato un contratto triennale. L'esordio è arrivato il 2 aprile seguente, quando è stato titolare nel pareggio per 1-1 in casa del KFUM Oslo. Il 29 settembre 2024 ha segnato il primo gol, nel pareggio per 1-1 in casa dello Strømsgodset.

## Statistiche

### Presenze e reti nei club
Statistiche aggiornate al 22 giugno 2025.
| Stagione               | Club                   | Campionato             | Campionato | Campionato | Coppe nazionali | Coppe nazionali | Coppe nazionali | Coppe continentali | Coppe continentali | Coppe continentali | Supercoppe | Supercoppe | Supercoppe | Totale | Totale |
| Stagione               | Club                   | Comp                   | Pres       | Reti       | Comp            | Pres            | Reti            | Comp               | Pres               | Reti               | Comp       | Pres       | Reti       | Pres   | Reti   |
| ---------------------- | ---------------------- | ---------------------- | ---------- | ---------- | --------------- | --------------- | --------------- | ------------------ | ------------------ | ------------------ | ---------- | ---------- | ---------- | ------ | ------ |
| ago.-dic. 2016         | Gjøvik-Lyn             | 2D                     | 8          | 0          | CN              | -               | -               | -                  | -                  | -                  | -          | -          | -          | 8      | 0      |
| 2017                   | Raufoss                | 2D                     | 15+2       | 1+1        | CN              | 0               | 0               | -                  | -                  | -                  | -          | -          | -          | 17     | 2      |
| 2018                   | Raufoss                | 2D                     | 24         | 3          | CN              | 1               | 1               | -                  | -                  | -                  | -          | -          | -          | 25     | 4      |
| 2019                   | Raufoss                | 1D                     | 26         | 7          | CN              | 2               | 0               | -                  | -                  | -                  | -          | -          | -          | 28     | 7      |
| 2020                   | Raufoss                | 1D                     | 18+1       | 1+0        | -               | -               | -               | -                  | -                  | -                  | -          | -          | -          | 19     | 1      |
| Totale Raufoss         | Totale Raufoss         | Totale Raufoss         | 83+3       | 12+1       |                 | 3               | 1               |                    | -                  | -                  |            | -          | -          | 89     | 14     |
| 2021                   | Kristiansund BK        | ES                     | 28         | 6          | CN              | 3               | 0               | -                  | -                  | -                  | -          | -          | -          | 31     | 6      |
| 2022                   | Kristiansund BK        | ES                     | 30         | 2          | CN              | 3               | 0               | -                  | -                  | -                  | -          | -          | -          | 33     | 2      |
| 2023                   | Kristiansund BK        | 1D                     | 26+4       | 1+0        | CN              | 2               | 0               | -                  | -                  | -                  | -          | -          | -          | 32     | 1      |
| Totale Kristiansund BK | Totale Kristiansund BK | Totale Kristiansund BK | 84+4       | 9+0        |                 | 8               | 0               |                    | -                  | -                  |            | -          | -          | 96     | 9      |
| 2024                   | HamKam                 | ES                     | 23         | 1          | CN              | 1               | 0               | -                  | -                  | -                  | -          | -          | -          | 24     | 1      |
| 2025                   | HamKam                 | ES                     | 9          | 1          | CN              | 3               | 0               | -                  | -                  | -                  | -          | -          | -          | 12     | 1      |
| Totale HamKam          | Totale HamKam          | Totale HamKam          | 32         | 2          |                 | 4               | 0               |                    | -                  | -                  |            | -          | -          | 36     | 2      |
| Totale                 | Totale                 | Totale                 | 207+7      | 23+1       |                 | 15              | 1               |                    | -                  | -                  |            | -          | -          | 229    | 25     |